# أليخاندرو غارسيا (لاعب كرة قدم مواليد 1994)
أليخاندرو غارسيا (بالإنجليزية: Alejandro García)‏ (30 مارس 1994 ببيكرسفيلد في الولايات المتحدة - ) هو لاعب كرة قدم أمريكي في مركز الوسط.

## وصلات خارجية
- أليخاندرو غارسيا على موقع قاعدة بيانات كرة القدم.إي يو (الإنجليزية)